# Adiq Othman
Mohammed Adiq Husainie Othman (Terengganu, 29 april 1991) is een Maleisisch voormalig wielrenner die enkele jaren reed voor Terengganu Cycling Team.

## Belangrijkste overwinningen
2010
 Maleisisch kampioen op de weg, elite
2011
6e etappe Ronde van Korea
1e etappe Ronde van Brunei
2017
2e etappe Jelajah Malaysia

## Ploegen
- 2010 –  Drapac Porsche Cycling
- 2011 –  Drapac Cycling
- 2012 –  Champion System Pro Cycling Team
- 2013 –  Champion System Pro Cycling Team
- 2014 –  Terengganu Cycling Team
- 2015 –  Terengganu Cycling Team
- 2016 –  Terengganu Cycling Team
- 2017 –  Terengganu Cycling Team
- 2018 –  Team Sapura Cycling

P.Drapac · Lewis · McDonald · Morton · Norris · Othman · Palmer · Pell · M.Phelan · Pollock · Shaw
P.Drapac · Goesinnen · Grimsey · Lapthorne · Norris · Othman · Palmer · Pell · A.Phelan · M.Phelan · Pollock · Rusli · Semple · Shaw
Avery · Boillat · Butler · Clarke · Friedemann · Gardeyn · Jiang · Jiao · Kemps · Kirsipuu · Lewis · Liu · Manan · Ojavee · Othman · Wong · Wu · Wurf · Xu
Anderson · Avery · Bell · Beyer · Brammeier · Butler · Feng · Friedemann · Gazvoda · Jang · Jiang · Jiao · Lewis · Liu · Nishizono · Ojavee · Othman · Roth · Schnaidt · Tang · Traksel · Wu · Xu · Brenes (stagiair) · Cheung (stagiair) · Smith (stagiair)
Abdul Halil · Azman · Cahyadi · Ewart · Misbah · Niño · Othman · Page · Pérez · Saharil · Vogt · Zakaria · Zariff